# Pseudautomeris brutus
Pseudautomeris brutus är en fjärilsart som beskrevs av Embrik Strand 1911. Pseudautomeris brutus ingår i släktet Pseudautomeris och familjen påfågelsspinnare. Inga underarter finns listade i Catalogue of Life.